# Piero Carletto
Piero Carletto (* 6. März 1963 in Padua; † 14. Mai 2022 ebenda) war ein italienischer Ruderer.

## Biografie
Piero Carletto gehörte von 1981 bis 1990 dem italienischen Nationalkader an. Während dieser Zeit nahm er an drei Weltmeisterschaften teil und gewann dabei 1987 in Kopenhagen mit dem Achter die Bronzemedaille. Zudem konnte er im gleichen Jahr mit dem Achter die Goldmedaille bei der Universiade in Zagreb gewinnen.
Bei den Olympischen Sommerspielen 1988 war Piero Carletto Teil der italienischen Crew, die in der Achter-Regatta den siebten Platz belegte. 
Für seine Leistungen wurde Carletto vom Comitato Olimpico Nazionale Italiano mit der Medaglia al valore atletico in Silber und Bronze ausgezeichnet.
Piero Carletto starb am 14. Mai 2022 im Alter von 59 Jahren an den Folgen einer schweren Krankheit.